# John H. Harmon
John Hanchett Harmon, född 21 juni 1819 i Portage County i Ohio, död 6 augusti 1888 i Detroit i Michigan, var en amerikansk demokratisk politiker och publicist. Han var Detroits borgmästare 1852–1853.
Harmon deltog i slaget vid Windsor 1838 och sades personligen ha tänt eld på det brittiska ångfartyget Thames. I Detroit var han verksam som redaktör på tidningen Detroit Free Press. Han blev senare tidningens ägare och när han tillträdde borgmästarämbetet 1852, var han yngre än någon av sina föregångare i ämbetet. Han avled 1888 och blev gravsatt på Elmwood Cemetery i Detroit.